# Emilia Heurich
Emilia Heurich (ur. 16 sierpnia 1819 w Warszawie, zm. 8 września 1905 tamże) – uczestniczka powstania styczniowego.

## Życiorys
Przyszła na świat jako córka złotnika Jana Macieja i Anny Reginy z domu Gudatz Szwarców (Szwarce, Schwartz). Była to zamożna spolonizowana rodzina luterańska pochodzenia niemieckiego. Emilia miała 4 starszych braci: Józefa Jana (ur. 1805), Feliksa Jana (1807–1838), Konstantego Edwarda (1817–1853) oraz Jana Macieja Hipolita (1811–1884). 
Emilia zaręczyła się z młodszym bratem szwagra. Wyszła za mąż za Jana Daniela Heuricha. Mieli cztery córki: Emilię (1841-1899), Julię (1842-1873), Teodorę Annę (1844–1920) i Helenę (1851-1918). 
Jako młode dziewczęta starsze córki Emilii pracowały w zakładzie fotograficznym Karola Beyera. Były retuszerkami. Zachowało się kilkanaście fotografii wykonanych w tym atelier. Dziewczęta zatrudniono na prośbę Jana Macieja Hipolita Szwarce, brata Emilii, który był kierownikiem tegoż zakładu. Dzięki temu Heurichówny mogły dołożyć się do rodzinnego budżetu, gdyż z powodów konspiracyjnych musiały przerwać zarobkowanie korepetycjami.
W okresie przedpowstaniowym w domu Emilii Heurich przy ul. Widok 1575 (później nr 5) spotykała się polska konspiracja. Kobieta wspierała obóz czerwonych. Jej bratanek, Bronisław Szwarc, zapraszał tu elitę patriotycznej inteligencji, np. członków Komitetu Centralnego Narodowego, do którego sam należał. Bywali tu m.in. Jarosław Dąbrowski, Andrij Potiebnia, Stefan Bobrowski, Józef Kajetan Janowski, Oskar Awejde, Zygmunt Padlewski, Karol Majewski, Władysław Daniłowski, Gustaw Wasilewski, Jan Maykowski, Franciszek Godlewski, Agaton Giller, Zygmunt Miłkowski, Jan Józef Frankowski, Leon Frankowski i Stanisław Frankowski. W domu Heurichów drukowano nielegalne czasopismo „Ruch”. Emilia Heurich prowadziła z córkami tajną drukarnię. Dziewczęta zaangażowały się w pomoc powstańcom: szyły ubrania, gotowały posiłki, organizowały zbiórki pieniężne i materialne dla więźniów i zesłańców, brały udział w pomocy w ucieczkach za granicę zaboru rosyjskiego. Emilia Heurich należała do konspiracyjnej organizacji kobiet, tzw. piątek.
Emilia przechowywała dokumenty i pieczęci Rządu Narodowego. Kiedy w Wigilię 1862 Emilia została aresztowana i uwięziona w Cytadeli, a potem zesłana do Wiatki, córki nadal działały w ruchu niepodległościowym. Były oparciem dla głównych dowodzących powstaniem, działały jako kurierki, aprowizowały więźniów Cytadeli oraz zsyłanych za udział w konspiracji, były przy śmierci najbliższych, których skazano na śmierć: oddały „ostatnie posługi” Józefowi Piotrowskiemu i Janowi Jeziorańskiemu. Dwie starsze Heurichówny podzieliły los matki: wielokrotnie przesłuchiwane na Pawiaku, więzione w Cytadeli, wreszcie zostały zesłane do Wiatki. Wyrok zmieniono na 2 lata pobytu w Prenach. Trafiły tam w 1866.
Za namową córek Emilii udało się uciec. Ukryła się w zaborze pruskim. Przebywała tam do 1872. Po powrocie do Warszawy założyła sklep bławatny.
Została pochowana na cmentarzu ewangelicko-augsburskim w Warszawie.
W 1918 niemiecka cenzura wojskowa pozwoliła na druk Wspomnień matki i córki z powstania 1863 r. Tekst to przeplatające się relacje Emilii Heurich i jej córki Teodory Kiślańskiej opisujące insurekcję styczniową oraz kolejne lata. W tekście Emilia wraca pamięcią do powstania listopadowego i emigracji popowstaniowej (z kraju wyjechali jej bracia), a nawet wcześniejszych wydarzeń, które przywołuje za opowieściami matki, np. rzeź Pragi. Pamiętnik powstał z inicjatywy Emilii. Celem piszących było uczczenie pamięci najbliższych, w tym sióstr i kuzynów, którzy zmarli, a uczestniczyli w działalności niepodległościowej. W 2023 ukazała się rozszerzona wersja Wspomnień matki i córki z powstania 1863 r. opracowana przez Lidię Michalską-Brachę i Emila Noińskiego na podstawie wcześniej nieznanego rękopisu z Centralnego Państwowego Historycznego Archiwum Ukrainy we Lwowie.

## Upamiętnienie
Studio Luteraneum przy Parafii Ewangelicko-Augsburskiej Świętej Trójcy w Warszawie opracowało Wspomnienia matki i córki z powstania 1863 r. w formie audiobooka dostępnego online. W 2013 Archiwum Państwowe w Warszawie przygotowało wystawę pt. „A myśmy – wtedy – nie mogli być inni”. Wybrane obrazy dnia powszedniego pewnej warszawskiej rodziny w okresie Powstania Styczniowego. Podstawę stanowiły wspomnienia Heurichowej i Kiślańskiej.